# Morimus asper
Morimus asper (Sulzer, 1776) è un insetto dell'ordine dei coleotteri e della famiglia Cerambycidae.

## Descrizione

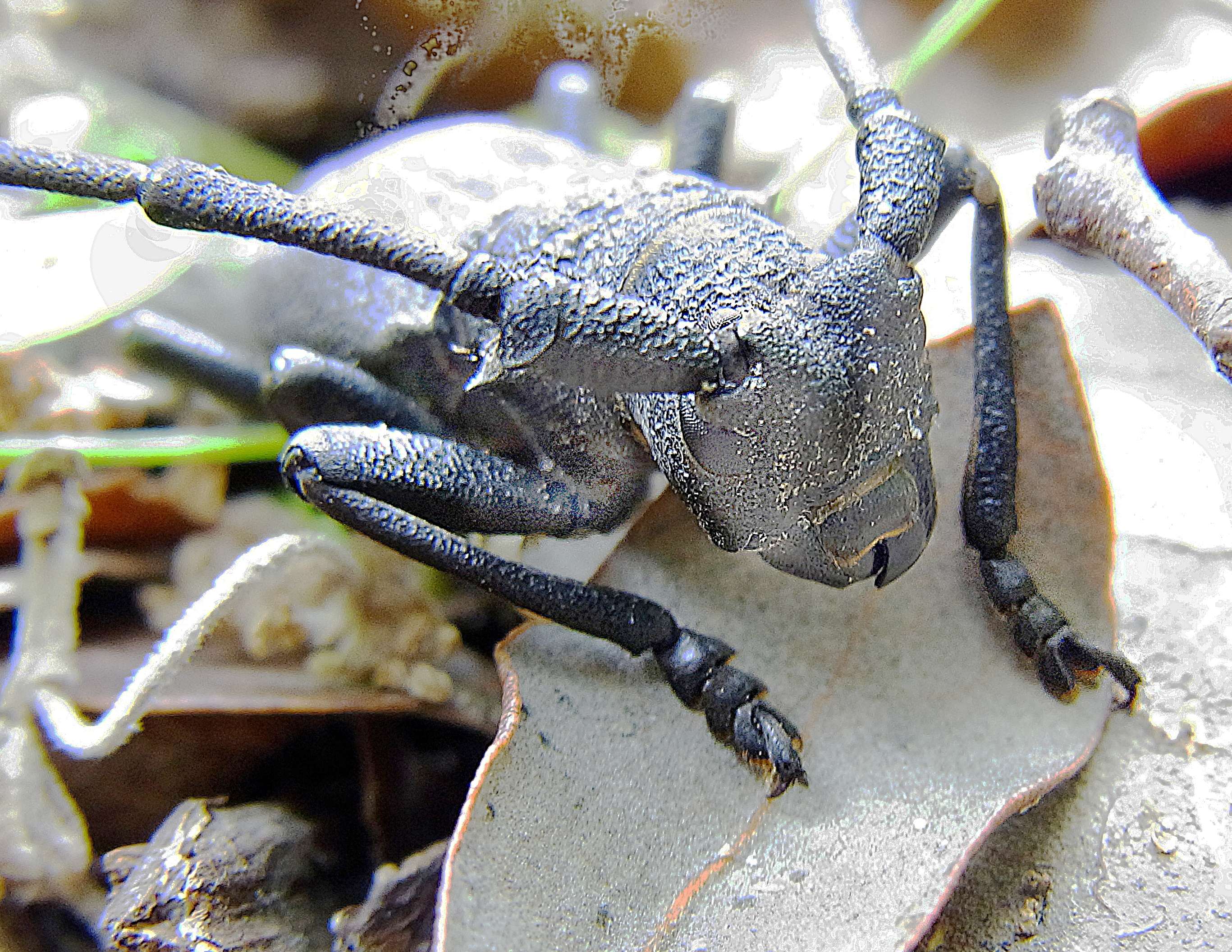
Particolare della testa di un esemplare fotografato presso Carcassonne (Occitania)

L'adulto è attero (le elitre sono fuse tra loro), grande dai 15 ai 40 mm, con livrea granulosa di colore grigio opaco, con due macchie più scure per ogni elitra; l'aspetto è variabile a seconda della sottospecie (M. a. asper è grigio scuro, quasi nero, le macchie sono pressoché invisibli, mentre M. a. funereus è più chiaro e le macchie sono ben contrastate).
Come molte specie di cerambicidi, anche M. asper presenta dimorfismo sessuale nelle antenne, che nel maschio possono raggiungere i 7,5 cm, mentre nella femmina non superano mai la lunghezza del corpo; i primi cinque segmenti sono particolarmente robusti. Il capo è ipognato (ossia con l'apparato boccale rivolto verso il basso).
Le uova sono grandi circa 4,5x1,2–1,6 mm, di color avorio. La larva ha la morfologia tipica dei cerambicidi saproxilofagi, ossia è apoda, bianca e carnosa, con capo sclerificato e antenne piccole; all'uscita dall'uovo, misura circa 5 mm; con la crescita si scurisce, e può raggiungere i 60 mm all'ultimo stadio larvale.
Morimus asper è facilmente confondibile con altre specie di cerambicidi, in particolare Herophila tristis e Lamia textor. H. tristis è un po' più corta, di colore marroncino più che grigio, e ha antenne e zampe più corte e spesse; L. textor è dotata di ali e il primo antennomero è più lungo del terzo (mentre in M. asper è il contrario).

## Biologia
Si tratta di una specie xilofaga, che si nutre preferibilmente di legno morto. Il ciclo vitale si compie principalmente su legno di quercia e faggio, ma la larva è marcatamente polifaga e può nutrirsi anche di carpino, ontano, salice, pioppo, acero, noce, castagno, nocciolo, pruno, platano, olmo, tiglio e anche conifere come pino, peccio, abete e larice (mentre l'adulto preferisce la corteccia o la linfa di determinate specie di alberi).
Le femmine depongono circa cento uova nel legno circa due settimane dopo essere emerse dal legno, e le larve si sviluppano in 3-5 anni; all'ultimo stadio, la larva scava una camera di circa 8 cm dentro la quale s'impupa. L'adulto sfarfalla in circa venti giorni, e rimane all'interno del legno per circa altrettanti, prima di uscire tramite fori di 8–12 mm. Il maschio adulto tende a controllare la femmina, e ad allontanare altri potenziali partner.
L'adulto preferisce le ore serali e notturne. Il periodo di attività è variabile a seconda della zona; in Italia è circa dalla fine di marzo fino a metà luglio; in condizioni ottimali, può svernare ibernandosi, e superare i 400 giorni di vita (in cattività può raggiungere i 560). È una specie con poca capacità dispersiva, con gli adulti che difficilmente si spostano di più di 450 metri.

## Distribuzione e habitat
È distribuito in una larga fascia tra l'Europa centrale e meridionale, che va dalla penisola iberica alla Turchia europea, includendo le regioni atlantica, mediterranea, centroeuropea, alpina e balcanica. In Italia è presente ovunque, incluse le isole maggiori, dal livello del mare fino a 1800 metri di altitudine. L'habitat naturale di M. asper sono le foreste di latifoglie o miste mature, con alberi morti, tronchi caduti e ceppaie; prospera anche nella legna accatastata, se il diametro dei ciocchi è maggiore di 13 cm e la corteccia è ancora presente.
La sua diffusione è in declino, sebbene non sia a rischio di estinzione, e in alcune zone sono riportate solo colonie che sono rimaste isolate dalle altre per decenni o addirittura secoli; tale declino è dovuto in parte alla scarsa capacità di ampliare il proprio raggio di diffusione, ma soprattutto alla scomparsa dell'habitat ideale, ossia boschi con alberi particolarmente vecchi e ricchi di legno morto.

## Sottospecie

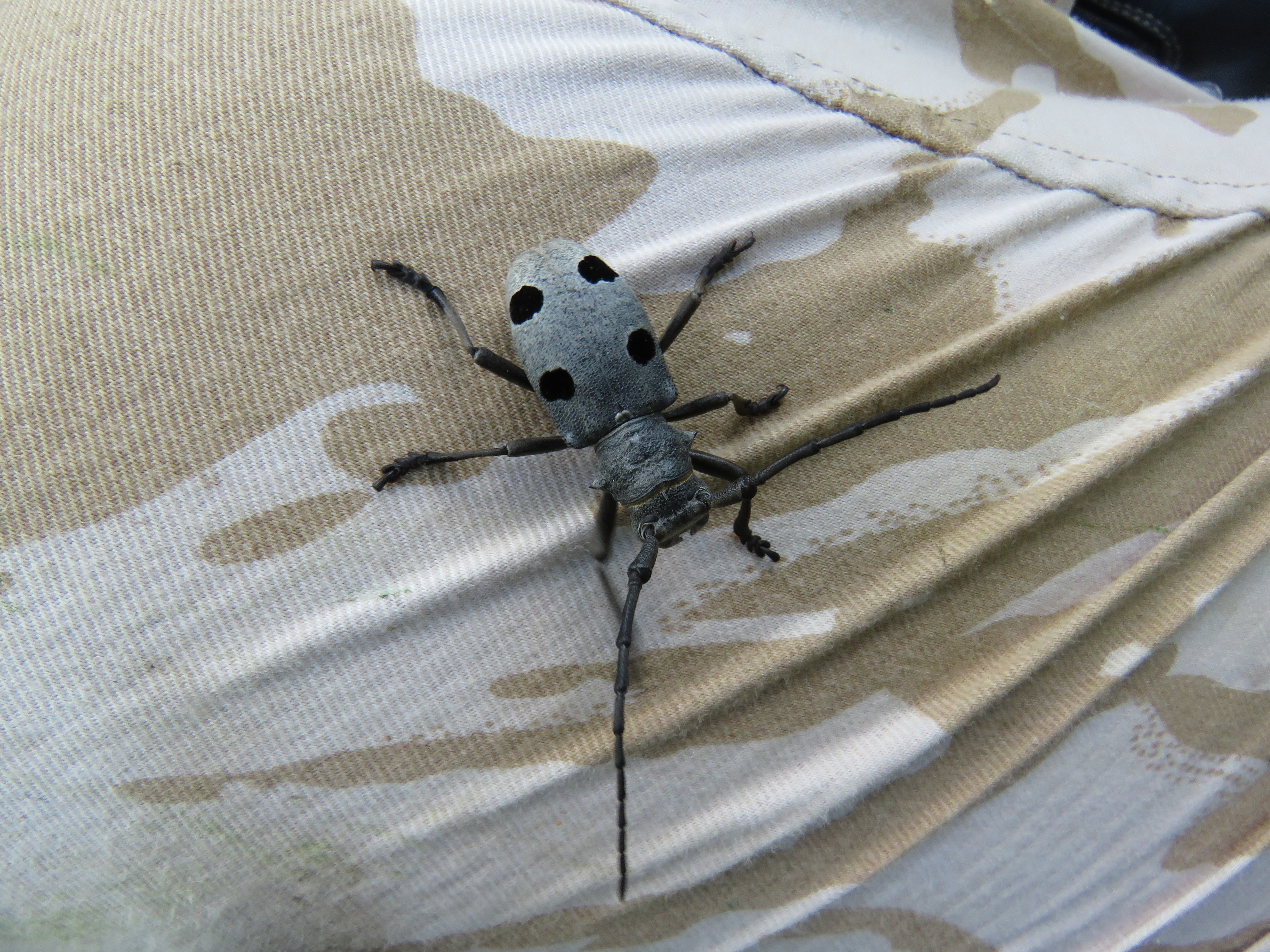
Esemplare della sottospecie funereus fotografato al lago di Vlasina (Serbia)

Le sottospecie registrate sono le seguenti:
- Morimus asper asper (Sulzer, 1767)[3]
- Morimus asper funereus (Mulsant, 1863)[3][4][5]
- Morimus asper ganglbaueri Reitter, 1884[3]

Va notato che il genere Morimus presenta una tassonomia complessa e non risolta, e la sottospecie M. a. funereus era considerata, precedentemente, specie a sé stante (Morimus funereus).

## Cultura
Negli ambienti dell'Appennino tosco-emiliano, soprattutto nel pistoiese, è conosciuto col nome di "carbonaio" date le abitudini xilofaghe e il colore nero intenso. Il motivo principe di questo nome è che il periodo di comparsa degli adulti coincideva con il ritorno dei "mei" (garzoni, giovani aiutanti) e dei mastri carbonai dai luoghi di lavoro, assieme al relativo prodotto. In Calabria viene chiamato "pisasale"